# Cofradía de la Exaltación de la Santa Cruz (Zaragoza)
La Cofradía de la Exaltación de la Santa Cruz fundada en 1987 como cofradía penitencial, es una de las 25 cofradías participantes en la Semana Santa zaragozana.
Su iglesia es la de Santa Gema, en la calle La Sagrada Familia, 2. En la cofradía ya hay más de trescientos hermanos. Tiene un paso varal, con una enorme cruz con una cuerda colgando que es portado por 18 Hermanos, y un paso, el paso de La Elevación de la cruz

## Orígenes
La cofradía de la Exaltación de la Santa Cruz de Zaragoza, fue fundada en 1987 por un grupo de estudiantes en la parroquia pasionista de Santa Gema con devoción especial por la santa cruz.
Tipos de miembros:
- Hermanos numerarios fundadores
- Hermanos numerarios
- Hermanos bienhechores
- Hermanos de honor

## Instrumentos
Tambores, bombos, timbales, cornetas

## Estandarte y emblema

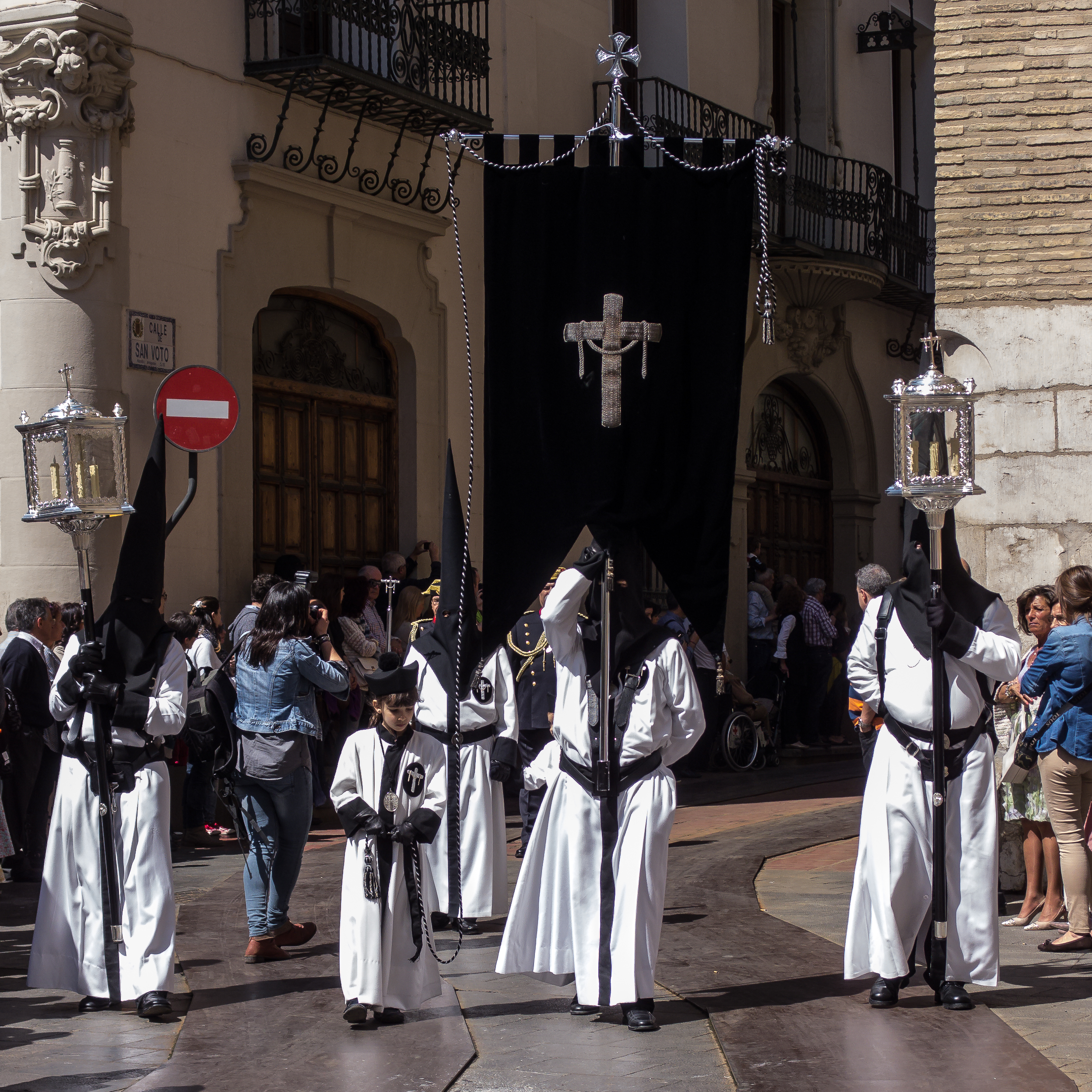
Estandarte de la cofradía

El estandarte es de tela  de color negro rectangular, con escotadura central en forma de V en su mitad inferior y el anagrama de la Cofradía en su mitad superior, bordado en plata que consiste en una Cruz latina plateada con una cuerda del mismo color colgando de sus brazos.

## Festividades de la cofradía
- Exaltación de la Santa Cruz (14 de septiembre)
- Aniversario de la fundación (2 de mayo)

## Sedes
- Sede Canónica: Parroquia de Santa Gema, Sagrada Familia, 12 50012-Zaragoza.

- Sede Social: Parroquia de Santa Gema, Sagrada Familia, 12 50012-Zaragoza.